# Classé sans suite
Cet article concerne un roman italien. Pour la procédure judiciaire, voir Classement sans suite.
Classé sans suite (Non luogo a procedere) est un roman italien de Claudio Magris publié en 2015.

## Contenu
L'histoire se passe principalement à Trieste, dans les locaux du futur Musée total de la Guerre, pour l'avènement de la Paix et la désactivation de l'Histoire ou Arès pour Irène, Arcana Belli.
Le projet, un certain temps interrompu, est repris par la fondation provinciale et municipale.
L'inventeur et fondateur de ce musée "insensé", "excessif"", collectionneur, professeur, polyglotte, n'est pas nommé.
Il vit, travaille, dort dans une remise de ce futur musée.
Il y meurt, dans son lit-cercueil, lors de l'incendie, criminel ou accidentel, de ce hangar.
Son assistante, Luisa, hérite des collections, des dossiers. Elle tente de finaliser la muséographie, les scénographies des diverses salles.
Pour cela, elle utilise les notes du fondateur, principalement description des objets (forme, fonction, utilisation, origine, propriétaire, circonstances d'acquisition...) : sous-marins, tanks, chars, jeeps, obus, obusiers, fusils, bombes, missiles, épées, sagaies, arcs, selles, sirènes, amis aussi affiches, tracts, journaux, livres, billets de banque, bref toutes les armes de destruction.
Le lecteur revisite ainsi de nombreux faits guerriers, proches ou lointains, à et autour de Trieste, mais aussi dans toute l'Europe médiane, avec leurs héros, victimes, martyrs, bourreaux, profiteurs, indifférents.
L'absence de référence historique récente concernant l'activité même de Luisa incite à situer l'action dans les années 1970-1990 (1974, semble-t-il), pour respecter une certaine cohérence avec le passé du fondateur, actif dès 1945.
Le fondateur évoque particulièrement la seconde guerre mondiale, l'occupation nazie, les collaborations, les résistances, les libérations de Trieste, en 1945, l'exode istrien, des lois raciales fascistes aux prémices du Territoire libre de Trieste (1947-1954), et surtout le camp de concentration de la Rizerie (Risiera di San Sabba, dès 1943, mais longtemps à peu près tabou, tout comme les massacres des foibe), proposant donc (aussi) un électroencéphalogramme de Trieste (p. 453).
La découverte tardive de la Rizerie serait à l'origine de presque tout : révélation, métamorphose du professeur collectionneur obsessionnel en antibelliciste (ou pacifiste) militant, relevé supposé intégral des graffitis des internés, blanchiment à la chaux de tous les murs, scandale de la révélation de ce tabou triestin, disparition suspecte de certains carnets, incendie du hangar, travail d'enquête de Luisa, et écriture de ce roman à narrateur anonyme.
Le "génialoïde" inventeur, né à Gradisca (Province de Gorizia), est issu d'une famille néo-triestine.
Luisa est fille de Laura, native de Crno Selo en Istrie, anciennement prénommée Laura (petite-fille de Deborah, arrière-petite-fille de Rachel), et du sergent Brooks, américain d'origine martiniquaise, créolophone, mort très jeune.
Parmi les figures évoquées, historiques ou non : da Vinci, Carlo Fozzi, Catalina (de Christophe Colomb), Luisa Navarrete, tante Kasika, Franz Jägerstätter (1907-1943), Alberto Vojtěch Frič (1882-1944) et Chamacoco Tcherwouish (Petit-Ver) Piochado Mendoza, Otto Schimek (1925-1944) (avec la controverse de Martin Pollack et Christoph Ransmayr), Enrico Polo (1868-1953), Cesare Pagnini (1899-1989), Ivo Saganic, Otto Stadie (1897-1977, Aktion T4), Karpenko, Ivan John Demjanjuk (1920-2012), Oswald Pohl (1892-1951), Odilo Globocnik (1904-1945), Erminia Schellander, Ernst Lerch (1914-1997), (Otto ?) von Czernin, Ernst Alters, Esposito, Josef Oberhauser (1915-1979).
Le narrateur rend hommage à Sun Tzu, Végèce, Raimondo Montecuccoli, mais aussi à Shakespeare, Goethe, Patrick Chamoiseau (1953-) et Raphaël Confiant (1951-), et bien sûr à Diego de Henriquez (1909-1974).
Le roman évoque également quelques obsessions de l'inventeur : cactus, méduses, punaises, colibri (mal-fini), agate, glioblastome...

## Réception
Les avis français sont globalement excellents,,,,.

## Éditions
- Édition originale : Non luogo a procedere, 2015
- Traduction française par Jean et Marie-Noëlle Pastureau, Gallimard, collection L'Arpenteur, Paris, 2017  (ISBN 978-2-07-017929-9)